# 遵义市第四中学
遵义市第四中学，创立于1915年，现位于中华人民共和国贵州省遵义市红花岗区石龙路，有石龙路校区和新蒲校区两个校区，是贵州省一类省级示范高级中学。

## 历史沿革

### 民国时期
1913年（民国二年），遵义县县长周根硕筹办遵义县立女子师范学校。1914年，县府决定，以遵义老城城隍庙为校舍，将该地作为遵义县立女子师范学校校址，留学日本东京帝国大学归来的朱季瑜先生担任校长。1915年春，遵义县立女子师范学校正式开办。1925年，遵义县立女子师范学校改为遵义县立女子初级中学校。1939年，改为遵义县立初级中学。1940年，更名为遵义县立中学。1944年秋，根据省教育厅《贵州省政府创设省立遵义高级中学办法》，遵义县立中学一分为二，高中班级并入新建的省立遵义高级中学，选址北门外汇川坝，初中则留在原校址。

### 中华人民共和国时期
1952年9月，经历了几次分并后，正式命名为遵义四中，并整体迁至今石龙路校区。1953年，成为贵州省首批重点中学。1996年，成为独立高中。2003年，成为贵州省二类示范高中。2012年，遵义市委市政府投入7.5亿元修建遵义四中新蒲校区。2012年7月，成为同济大学“苗圃计划”首批20所试点学校之一。2014年5月12日，遵义四中“保卫百年老校，捍卫教育尊严”抗议活动。2015年，参与贵州省省级一类示范高中评定

## 校园环境[8]
新蒲校区占地220亩（不含增修运动场的35亩），校园面对湿地公园。教学楼、实验楼、学生公寓、图书科技楼、艺术楼、体育馆、后勤服务中心、对外交流中心等14栋大楼总建筑面积13万多平方米。
每个年级都有男女生单独的四合院学生公寓，按每室6人或4人进行管理。

## 学校荣誉

### 高考录取情况
- 2014年遵义四中高考考生792人，一本上线人数有626人，理科506人，文科120人，一本平均上线率为79.04%，二本上线人数773人，理科608人，文科165人，二平均上线率为97.60%。罗起飞以693分成为贵州省高考理科裸分状元。[10]
- 2019年遵义四中高考考生1202人，一本上线人数有1026人，一本率85.36%，985录取率20.37%，211录取率43.68%，居全市第一。[2]

## 学生社团

### 趣味物理实验社
2014年成立，历届规模100余人。立足于实验，着力培养学生对于物理学科学习的兴趣，积极参与包括但不限于各级学科竞赛、科创比赛等各类竞赛并荣获大量奖项，参加学生团体联合汇演（原社团联合汇演）、学团缤纷日，协办校内各项大型活动。社员在QQ等社交平台的各届物理社新生群内积极交流想法，以兴趣小组的形式与多社团联合开展了如水火箭、鸡蛋撞地球、楞次定律电磁学实验、全息投影光学实验、烟雾弹、炸药基础、内弹道基础分析、知识竞赛、聚餐等多项活动，曾被评为“2019年十佳社团”。

### Geek科技社
2013年3月，由校FIRST科技挑战赛队伍成立，积极参与国内外各项科技竞赛并荣获大量奖项，组建了机器人团队，平面设计团队，硬件DIY团队等开展活动。

## 保校运动
遵义市第四中学保校运动是2014年5月12日——14日于遵义四中发生的一场因遵义市政府开发遵义会议景区严重影响学校发展导致的遵义四中师生集体抗议活动，并引发了媒体的广泛关注。

## 著名校友
- 李隆弟——清华大学教授、化学家
- 陈以农——美国亚利桑那州立大学讲师，计算与信息技术领域专家[11]
- 龙长春——贵州省委常委